# Mats Olofsson (meteorolog)
Mats Peter Natanael Olofsson, född 15 december 1951 i Gustav Vasa församling i Stockholm, är en svensk meteorolog och forskningschef.

## Biografi
Olofsson avlade filosofie kandidat-examen 1974 och filosofie licentiat-examen i meteorologi vid Stockholms universitet 1988. Han var meteorolog vid Krigsflygskolan 1975–1981 och tjänstgjorde för Förenta Nationerna och SIDA i Botswana 1981–1984. Åren 1984–2002 tjänstgjorde han vid Högkvarteret, bland annat som chef för flygvapnets projekt för lednings- och informationssystem 1995–1997 och som chef för Vädertjänstavdelningen i Krigsförbandsledningen 1998–2001. Han utnämndes till överstelöjtnant 1989 och till överste 1998. Han var avdelningschef och chef för forskning och utveckling vid Försvarshögskolan 2002–2005. Åren 2005–2012 tjänstgjorde han åter vid Högkvarteret: som chef för Forsknings- och utvecklingsavdelningen i Utvecklings- och inriktningsstaben 2005–2007, som chef för Forsknings- och utvecklingssektionen i Utvecklingsavdelningen från 2007 och senare som ställföreträdande chef för Utvecklingsavdelningen i Ledningsavdelningen.
Mats Olofsson invaldes som ledamot av Kungliga Krigsvetenskapsakademien 2005.